# کوو
کووْ (به ایرلندی: Cóbh) یک منطقهٔ مسکونی در جمهوری ایرلند است که در شهرستان کورک واقع شده‌است. کوو ۵٫۱ کیلومتر مربع مساحت و ۱۲٬۸۰۰ نفر جمعیت دارد و ۴۷ متر بالاتر از سطح دریا واقع شده‌است.

## خواهرخوانده
شهرهای Ploërmel, Kolbuszowa, Cruzeiro, São Paulo، لیک چارلز، لوئیزیانا و پونتاردولیس خواهرخوانده‌های کوو هستند.